# Nati nel 1226
| Questa pagina contiene informazioni ricavate automaticamente dalle voci biografiche con l'ausilio del template Bio e di un bot. L'aggiornamento è periodico e automatico e ricostruisce completamente la pagina. Se manca una persona in questa lista, sei pregato di non aggiungerla, ma accertati piuttosto che la sua voce biografica contenga il template Bio e che i dati anagrafici siano correttamente compilati. Se il template Bio manca, inseriscilo tu stesso o, in alternativa, metti l'avviso {{tmp\|Bio}} che ne segnala la mancanza. Se i dati riportati sono sbagliati, correggi direttamente la voce biografica; le modifiche saranno visibili in questa lista entro pochi giorni. Per chiarimenti vedi il progetto biografie. La lista contiene solo le 12 persone che sono citate nell'enciclopedia e per le quali è stato implementato correttamente il template Bio. Pagina aggiornata al 2 mag 2025. |

- 19 gennaio - Bianca di Navarra, principessa († 1283)
- 21 marzo - Carlo I d'Angiò, sovrano francese († 1285)
- 21 giugno - Boleslao V di Polonia, sovrano polacco († 1279)
- 2 novembre - Isabella di Clare, nobile inglese
- Anna d'Ungheria, nobile ungherese
- Barebreo, teologo, storico e vescovo cristiano orientale siro († 1286)
- Angelo Conti, religioso italiano († 1312)
- Gertrude di Babenberg, nobile austriaca († 1288)
- 'Ata Malik Juwayni, politico persiano († 1283)
- Amato Ronconi, religioso italiano († 1292)
- Ulrico di Württemberg, nobile tedesco († 1265)
- Maria di Brabante, nobile tedesca († 1256)